# Air Albania
Air Albania è la compagnia aerea di bandiera dell'Albania. La base operativa è ubicata nell'aeroporto internazionale "Nënë Tereza" di Tirana, dove c'è anche la sede sociale.
Air Albania è stata fondata il 16 maggio 2018 da un consorzio guidato dai governi albanese e turco nell'ambito di un partenariato pubblico-privato. Turkish Airlines, socio fondatore, controlla il 49% della società. Il restante 51% è attualmente diviso tra Albcontrol, una società di proprietà del governo albanese, con circa il 10% e MDN Investment, una società privata dell'Albania, con circa il 41% delle azioni. La società ha dovuto attendere a lungo il rilascio delle licenze dalle organizzazioni internazionali.
Il volo inaugurale del 15 settembre 2019 ha collegato Tirana con Istanbul. Il 30 settembre Air Albania inaugurava rotte per l'Italia (Roma, Milano e Bologna). Il 29 marzo 2020 avrebbero dovuto iniziare i voli da Tirana verso Bergamo, Verona-Villafranca e Pisa. A causa del diffondersi della pandemia di COVID-19 le nuove rotte sono state attivate a luglio insieme a un nuovo servizio per l'aeroporto Stansted di Londra. Attualmente Air Albania serve anche Treviso.

## Flotta

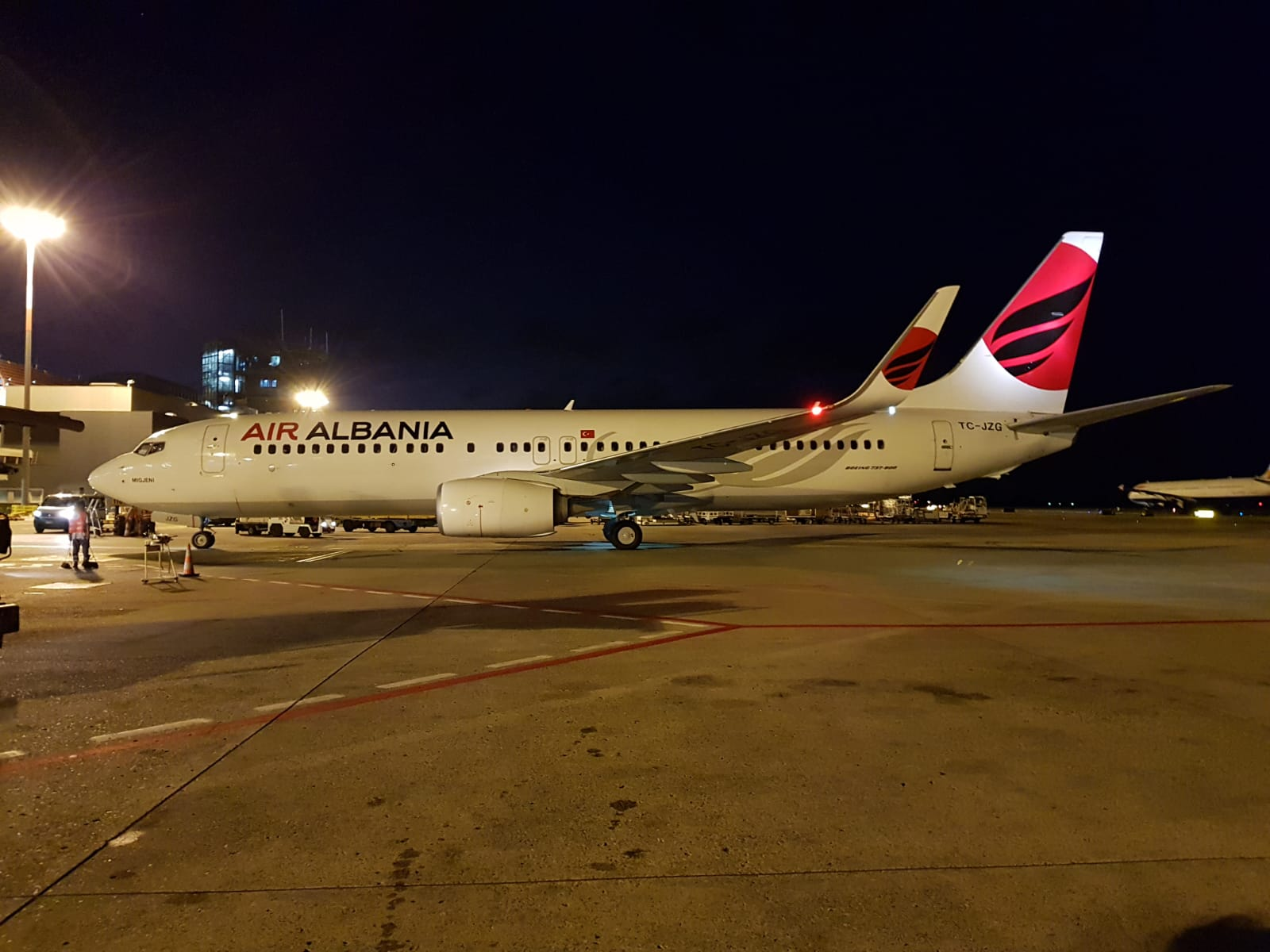
Un Boeing 737-800 noleggiato per un periodo di tempo limitato

A maggio 2025, la flotta di Air Albania comprende i seguenti aeromobili: